# Holyně

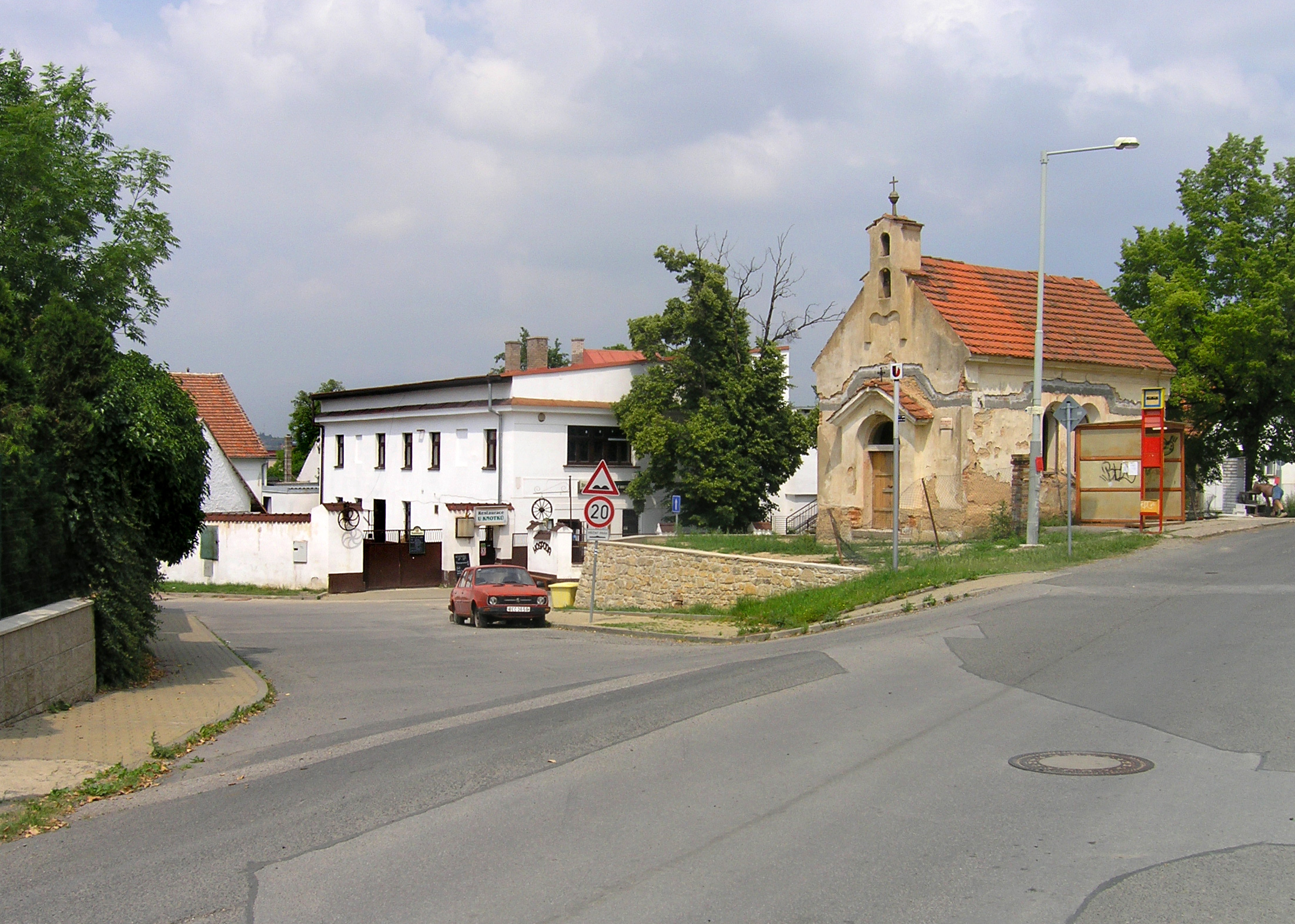
Straat in Holyně

Holyně is een buitenwijk van de Tsjechische hoofdstad Praag, net ten noorden van Slivenec en ten westen van Hlubočepy. De wijk, eigenlijk meer een dorp, is onderdeel van het gemeentelijke district Praag-Slivenec, wat behoort tot het administratieve district Praag 5. Holyně heeft 400 inwoners (2006), verdeeld over 169 adressen en 14 straten. Sinds het jaar 1974 hoort de wijk bij de hoofdstedelijke gemeente Praag.